# 2,2-Diiodpropan
2,2-Diiodpropan ist eine chemische Verbindung, die zu den Halogenalkanen gehört. Sie ist isomer zu 1,1-Diiodpropan, 1,2-Diiodpropan und 1,3-Diiodpropan.

## Darstellung
2,2-Diiodpropan kann durch Addition von Iodwasserstoff an Allen oder an Methylacetylen hergestellt werden.

## Eigenschaften
Die kritische Temperatur von 2,2-Diiodpropan liegt bei 709,92 K, der kritische Druck bei 42,66 bar. Die Verdampfungsenthalpie am Siedepunkt beträgt 37,789 kJ/mol.